# John Bull

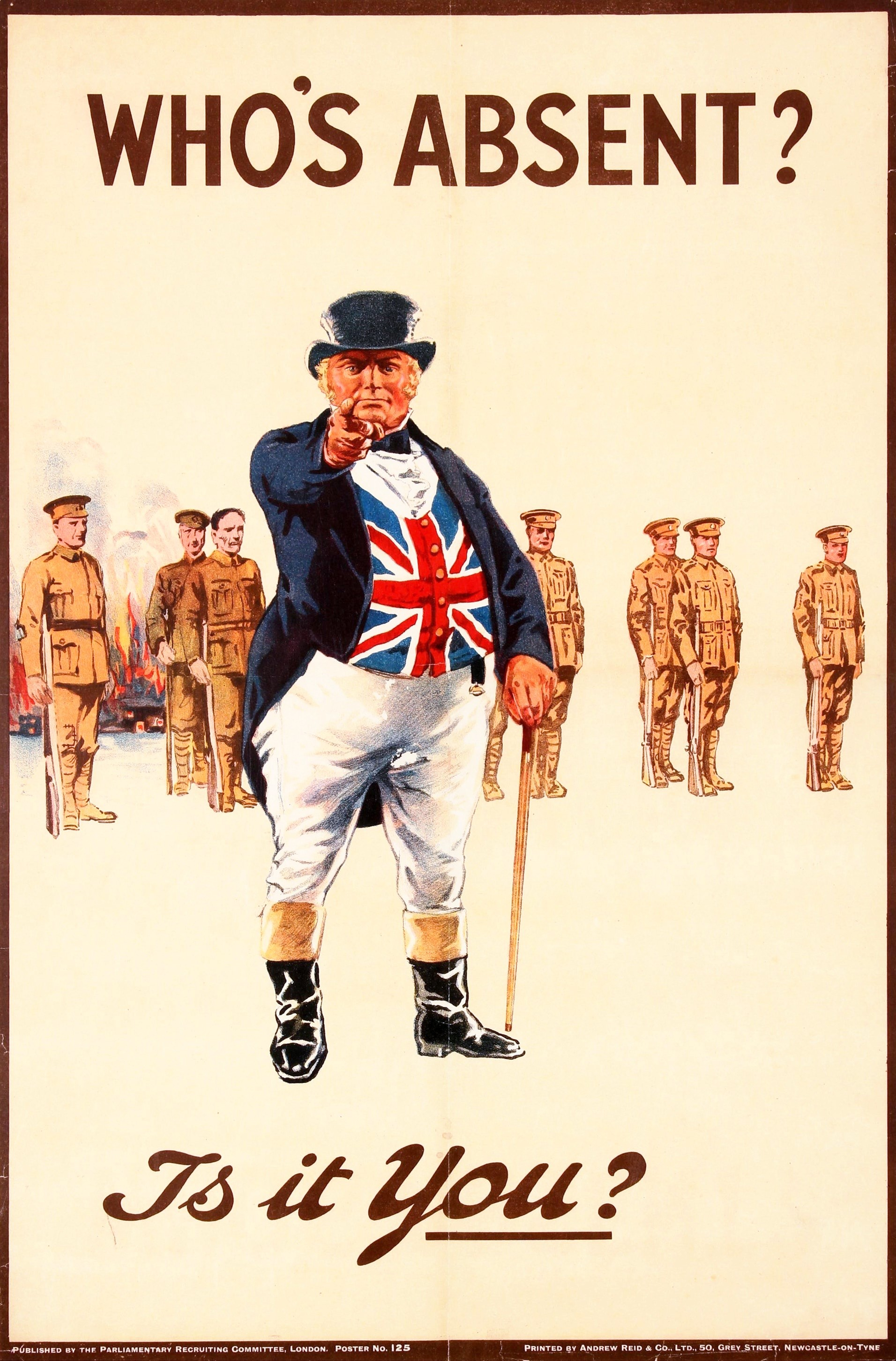
Einberufungsplakat Erster Weltkrieg

Mrs. Bull fordert das Wahlrecht für Frauen (vor 1914)

John Bull ist eine nationale Personifikation des Königreichs Großbritannien. Sie wurde 1712 von John Arbuthnot im Pamphlet Law is a bottomless pit geschaffen und Ende des 18. Jahrhunderts von britischen Karikaturisten als Symbol Großbritanniens verwendet. 

## Darstellung
John Bull wird normalerweise als untersetzter Mann in Frack, Kniebundhosen und einer Union-Jack-Weste dargestellt. Er trägt einen Zylinderhut auf dem Kopf (zuweilen John-Bull-Zylinder genannt) und wird häufig von einer Bulldogge begleitet. Er ist eine häufige Figur im britischen Cartoon des 19. und frühen 20. Jahrhunderts. In der Werbung tritt John Bull in zahlreichen Variationen auf.
Die wohlmeinende Karikatur des stockkonservativen Einwohners Großbritanniens, gekleidet wie ein englischer Landadliger, zuweilen ausdrücklich kontrastiert zu dem üblicherweise dürren Sansculotten Jacobin der Französischen Revolution, wurde seit etwa 1790 von den britischen Satirikern James Gillray, Thomas Rowlandson und George Cruikshank entwickelt.
John Bull wurde vom schottischen Immigranten William Charles in die Karikaturtradition der Vereinigten Staaten eingeführt. Der „Vater der amerikanischen Karikatur“, Thomas Nast, führte diese Tradition in der zweiten Hälfte des 19. Jahrhunderts fort.
John Bull wurde zur Zeit des Ersten Weltkrieges auf deutscher Seite gerne als Karikatur des Gegners England verwendet, so z. B. häufig in der Zeitschrift Simplicissimus.